# Luciano Martínez
Pour les articles homonymes, voir Martínez.
Luciano Martínez, né le 10 mars 1997 à Córdoba, est un coureur cycliste argentin.

## Biographie
En 2013, Luciano Martínez devient champion d'Argentine de VTT cross-country chez les cadets (moins de 17 ans). 
En 2016, il court au sein du club navarrais Hostal Latorre, avec lequel il s'impose sur le Gran Premio San Lorenzo. Il brille également avec sa sélection nationale lors des championnats panaméricains de VTT en terminant deuxième du cross-country eliminator et troisième du relais mixte. Après ces performances, il délaisse cette discipline pour se consacrer au cyclisme sur route. 
Il est recruté en 2017 par le club basque Baqué-BH, où il court durant trois ans. Bon sprinteur, il se distingue lors de la saison 2019 en remportant le Gran Premio San José, le Xanisteban Saria ainsi qu'une étape du Tour du Portugal de l'Avenir. 

## Palmarès
- 2016
  - Gran Premio San Lorenzo
- 2017
  - 3e du Gran Premio San José
- 2019
  - Gran Premio San José
  - Xanisteban Saria
  - 3ea étape du Tour du Portugal de l'Avenir
  - 2e de la Goierriko Itzulia
  - 2e du Premio Primavera
  - 3e du Laudio Saria

## Palmarès en VTT

### Championnats panaméricains
- Catamarca 2016
  -  Médaillé d'argent du cross-country eliminator
  -  Médaillé de bronze du relais mixte

### Championnats d'Argentine
- 2013
  -  Champion d'Argentine de cross-country cadets
- 2016
  -  Champion d'Argentine de cross-country eliminator